# Municipio de Williams (condado de Nelson)
El municipio de Williams (en inglés: Williams Township) es un municipio ubicado en el condado de Nelson en el estado estadounidense de Dakota del Norte. En el año 2010 tenía una población de 48 habitantes y una densidad poblacional de 0,51 personas por km².

## Geografía
El municipio de Williams se encuentra ubicado en las coordenadas 47°59′1″N 98°11′37″O / 47.98361, -98.19361. Según la Oficina del Censo de los Estados Unidos, el municipio tiene una superficie total de 94.15 km², de la cual 92,4 km² corresponden a tierra firme y (1,86 %) 1,75 km² es agua.

## Demografía
Según el censo de 2010, había 48 personas residiendo en el municipio de Williams. La densidad de población era de 0,51 hab./km². De los 48 habitantes, el municipio de Williams estaba compuesto por el 97,92 % blancos, el 2,08 % eran afroamericanos. Del total de la población el 2,08 % eran hispanos o latinos de cualquier raza.